# Europäisches Patent
Ein europäisches Patent ist ein Patent, das gemäß dem Europäischen Patentübereinkommen (EPÜ) von dem Europäischen Patentamt (EPA) mit Hauptsitz in München erteilt wird.
Im Gegensatz ursprünglichen geplanten europäische Patent für den Gemeinsamen Markt, das für die gesamte Europäische Union Gültigkeit gehabt hätte, aber dann doch nicht verwirklicht wurde, sind lediglich die Anmeldung und das Verfahren zur Erteilung vereinheitlicht und erfolgen zentral beim Europäischen Patentamt (EPA). 
Nach der Erteilung hat das europäische Patent dieselbe Wirkung wie ein nationales Patent in jenen Staaten, die in der Anmeldung benannt wurden und für welche die jeweiligen nationalen Phasen (durch Zahlung der erforderlichen Gebühren und evtl. Übersetzung der Patentschrift in die jeweilige Landessprache) eingeleitet wurden. Aus diesem Grund kann ein vom EPA erteiltes Patent auch in Staaten gelten, die kein Mitglied der EU, jedoch Mitglied des EPÜ sind, wie zum Beispiel die Schweiz, Norwegen und die Türkei. 
Seit 1. Juni 2023 kann ein erteiltes Europäisches Patent auch in ein Europäisches Patent mit einheitlicher Wirkung  (EPeW oder Einheitspatent) überführt werden. 
Bislang bietet das Einheitspatent nur in jenen 17 EU-Mitgliedsstaaten (Stand Juni 2023) einheitlichen Patentschutz, die am neuen Einheitspatentsystem teilnehmen.
Jeder kann ein europäisches Patent anmelden. Ist der Anmelder nicht Angehöriger eines Vertragsstaats des EPÜ oder hat er seinen Sitz nicht in einem der Vertragsstaaten, muss er sich, mit Ausnahme der Einreichung der Patentanmeldung, vor dem Europäischen Patentamt durch einen zugelassenen Bevollmächtigten vertreten lassen.

## Bedingungen
Das Europäische Patentamt hat nicht zu bestimmen, ob das beantragte Patent dem Patentanmelder oder einem Dritten zusteht. Es hat lediglich zu prüfen, ob eine Anmeldung die erforderlichen Bedingungen gemäß den im EPÜ aufgeführten Artikeln und Regeln erfüllt. Ist das der Fall, wird das Patent erteilt, anderenfalls wird die Anmeldung zurückgewiesen.

### Voraussetzungen der Patentierbarkeit
Nach dem EPÜ werden europäische Patente für Erfindungen erteilt, die neu sind, auf einer erfinderischen Tätigkeit beruhen, gewerblich anwendbar sind und nicht von der Patentierbarkeit ausgeschlossen sind (Art. 52(1) EPÜ). Weiterhin müssen die Form betreffende Kriterien erfüllt werden sowie die jeweiligen Gebühren gemäß der Gebührenordnung entrichtet worden sein.

### Technizität
Der Begriff der Erfindung ist im EPÜ nicht explizit definiert, wird aber in der Rechtsprechung aufgrund einiger im EPÜ verwendeter Begriffe (Stand der Technik, technische Merkmale usw.) als Erfindung auf einem Gebiet der Technik verstanden.
So muss es bei einer Patentanmeldung beispielsweise möglich sein, aus der Anmeldung eine technische
Aufgabe abzuleiten.

### Ausnahmen von der Patentierbarkeit
Laut EPÜ zählen als Erfindung ausdrücklich nicht Entdeckungen sowie wissenschaftliche Theorien und mathematische Methoden, ästhetische Formschöpfungen, Pläne, Regeln und Verfahren für gedankliche Tätigkeiten, für Spiele oder für geschäftliche Tätigkeiten sowie Programme für Datenverarbeitungsanlagen und die Wiedergabe von Informationen (Art. 52(2) EPÜ). Mangels Technizität können diese „als solche“ nicht beansprucht werden, wohl aber, wenn sie einen weitergehenden technischen Beitrag leisten. Ein Computerprogramm „als solches“, das nur auf einem Rechner abläuft und keine weitere technische Wirkung hervorruft kann also nicht patentiert werden, wohl aber ein Computerprogramm, das eine technische Einrichtung steuert (zum Beispiel eine Produktionsanlage oder eine Röntgeneinrichtung, siehe Softwarepatent, computerimplementierte Erfindung).
Weiter ausgeschlossen sind Erfindungen deren gewerbliche Verwertung gegen die öffentliche Ordnung oder die guten Sitten verstoßen würden (Art. 53a EPÜ). Auch ausgeschlossen sind im Wesentlichen biologische Verfahren zur Züchtung von Pflanzen oder Tieren mit Ausnahme von mikrobiologischen Verfahren (Art. 53b EPÜ).
Und zuletzt sind auch Verfahren zur therapeutischen Behandlung des menschlichen oder tierischen Körpers und Diagnostizierverfahren, die am menschlichen oder tierischen Körper vorgenommen werden ausgenommen (Art. 53c EPÜ).

### Neuheit
Eine Erfindung gilt nach dem EPÜ als neu, wenn sie nicht zum Stand der Technik gehört (Art. 54(1) EPÜ). Den Stand der Technik bildet alles, was vor dem Anmeldetag bzw. Prioritätstag der europäischen Patentanmeldung der Öffentlichkeit durch schriftliche oder mündliche Beschreibung, durch Benutzung oder in sonstiger Weise zugänglich gemacht worden ist (Art. 54(2) EPÜ). Für die Prüfung auf Neuheit gelten als Stand der Technik auch europäische Patentanmeldungen, deren Anmeldetag bzw. Prioritätstag vor dem Anmeldetag bzw. Prioritätstag der zu prüfenden Anmeldung liegt und die erst an oder nach diesem Tag veröffentlicht worden sind (Art. 54(3) EPÜ). Dies dient insbesondere dazu, Patente auf den gleichen Gegenstand, aber mit einem unterschiedlichen Zeitrang auszuschließen. Es entspricht dem Prinzip first to file, dass bei zwei Patentanmeldungen derselben Erfindung derjenige das Patent erhält, der es zuerst angemeldet hat.

### Erfinderische Tätigkeit
Eine Erfindung gilt nach dem EPÜ als auf einer erfinderischen Tätigkeit beruhend, wenn sie sich für einen Fachmann nicht in naheliegender Weise aus dem Stand der Technik erschließt (Art. 56 EPÜ).
Bei der „Fachperson“ handelt es sich um eine erfahrene Person der Praxis auf dem jeweiligen Gebiet, die über durchschnittliche Kenntnisse und Fähigkeiten verfügt und darüber unterrichtet ist, was zu dem relevanten Zeitpunkt (i.d.r. der Anmeldetag bzw. Prioritätsdatum) zum allgemein üblichen Wissensstand auf dem betreffenden Gebiet gehört.
Der Ausdruck „in naheliegender Weise“ bezeichnet etwas, das nicht über die normale technologische Weiterentwicklung hinausgeht, sondern sich lediglich ohne Weiteres oder folgerichtig aus dem bisherigen Stand der Technik ergibt, d. h. etwas, das nicht die Ausübung einer Geschicklichkeit oder einer Fähigkeit abverlangt, die über das bei einem Fachmann voraussetzbare Maß hinausgeht.
Zur Beurteilung der erfinderischen Tätigkeit werden frühere Anmeldungen nach Art. 54(3) EPÜ (siehe oben bei Neuheit) nicht in Betracht gezogen.

### Gewerbliche Anwendbarkeit
Eine Erfindung gilt als gewerblich anwendbar, wenn ihr Gegenstand auf irgendeinem gewerblichen Gebiet hergestellt oder benutzt werden kann (Art. 57 EPÜ). Um die medizinische Tätigkeit von Ärzten nicht zu behindern, galten nach dem EPÜ Verfahren zur chirurgischen oder therapeutischen Behandlung des menschlichen oder tierischen Körpers und Diagnostizierverfahren, die am menschlichen oder tierischen Körper vorgenommen werden, nicht als gewerblich anwendbare Erfindungen (Art. 52(4) EPÜ, abgeschafft). Seit 2007 sind therapeutische Verfahren explizit ausgenommen von der Patentierbarkeit. Erzeugnisse zur Anwendung in einem dieser Verfahren (zum Beispiel chirurgische Instrumente oder Heilmittel) sind jedoch patentierbar.

## Verfahren
Das Erteilungsverfahren erstreckt sich von der Patentanmeldung bis zur Erteilung des Patents bzw. bis zur Zurückweisung oder Zurücknahme der Anmeldung. Daran kann sich ein Einspruchsverfahren und/oder ein Beschwerdeverfahren anschließen.

### Anmeldung
Das Erteilungsverfahren beginnt mit dem Einreichen einer Patentanmeldung.
Europäische Patentanmeldungen können schriftlich durch unmittelbare Übergabe, auf dem Postweg oder durch technische Einrichtungen zur Nachrichtenübermittlung bei den Annahmestellen des EPA in München, Den Haag oder Berlin eingereicht werden. Die Dienststelle Wien des EPA ist keine Annahmestelle.
Ferner können Europäische Patentanmeldungen auch bei der Zentralbehörde für den gewerblichen Rechtsschutz oder bei anderen zuständigen Behörden eines Vertragsstaats eingereicht werden, wenn das nationale Recht dieses Staats es gestattet.
Nach Art. 78(1) EPÜ muss eine europäische Patentanmeldung mindestens enthalten:
- einen Antrag auf Erteilung eines europäischen Patents,
- eine Beschreibung der Erfindung,
- einen oder mehrere Patentansprüche,
- die Zeichnungen, auf die sich die Beschreibung oder die Patentansprüche beziehen,
- eine Zusammenfassung.

Falls eine Priorität für die Anmeldung in Anspruch genommen werden soll, sind mit der Anmeldung auch Anmeldedatum, Land und das Aktenzeichen der Prioritätsanmeldung zu nennen.
Innerhalb eines Monats nach Einreichung der Anmeldung sind die Anmeldegebühr und die Recherchengebühr zu entrichten (Art. 78(1) EPÜ).
Im Antrag auf Erteilung eines europäischen Patents gelten alle Vertragsstaaten als benannt, die diesem Übereinkommen bei Einreichung der europäischen Patentanmeldung angehören.(Art. 79(1) EPÜ). Für den Antrag ist eine Benennungsgebühr zu entrichten (Art. 79(2) EPÜ)
Ein europäisches Patent kann auch beantragt werden durch eine internationale Anmeldung nach dem Patentzusammenarbeitsvertrag (Patent Cooperation Treaty PCT) und Einleiten der regionalen EP-Phase nach Abschluss der internationalen Phase.

### Eingangsprüfung
Nach Eingang der Anmeldung prüft die Eingangsstelle, ob ihr ein Anmeldetag zuerkannt werden kann. Hierzu müssen die Anmeldeunterlagen Folgendes enthalten (siehe Art. 80, 90 und R. 40 Richtl. A-II, 4.1):
- einen Hinweis, dass ein europäisches Patent beantragt wird,
- Angaben, die es erlauben, die Identität des Anmelders festzustellen und
- eine Beschreibung oder eine Bezugnahme auf eine früher eingereichte Anmeldung.

Für die Zuerkennung eines Anmeldetags ist es nicht erforderlich, Ansprüche einzureichen. Diese können innerhalb von zwei Monaten nach Einreichung der Anmeldung oder nach einer entsprechenden Aufforderung durch das EPA nachgereicht werden.
Steht der Anmeldetag fest, so prüft die Eingangsstelle, ob die Anmelde- und die Recherchengebühr rechtzeitig entrichtet worden sind und ob gegebenenfalls die Übersetzung der Anmeldung in die Verfahrenssprache rechtzeitig eingereicht worden ist.

### Formalprüfung
An die Eingangsprüfung schließt sich eine ausführliche Formalprüfung an (vgl. Art. 91 EPÜ (gestrichen)), um festzustellen, ob die Patentanmeldung den formalen Erfordernissen des EPÜ und seiner Ausführungsordnung entspricht. Zu den formalen Erfordernissen gehören beispielsweise Papierformat, Lesbarkeit bzw. Scanbarkeit und Gebührenzahlungen. Weiterhin wird geprüft, ob der Anmelder berechtigt ist, selbst das Erteilungsverfahren zu betreiben, oder ob er einen Vertreter benennen muss (Abschnitt Vertretung).

### Recherche
Parallel zur Formalprüfung beginnt die Recherche, d. h. die Suche nach dem für die Patentanmeldung relevanten Stand der Technik (vgl. Art. 54 EPÜ). Die Ergebnisse der Recherche werden in Form eines Recherchenberichts zusammengefasst und dem Anmelder mitgeteilt (Art. 92 EPÜ). Der Recherchenbericht enthält die Quellenangaben (in der Regel Veröffentlichungsnummern von Patentdokumenten, gelegentlich auch Artikel aus Fachzeitschriften, Internetquellen oder Zitate aus Lehrbüchern) und bewertet sie nach ihrer Relevanz für die jeweiligen Ansprüche der Patentanmeldung.

### Veröffentlichung der Patentanmeldung
18 Monate nach dem Anmeldetag oder, falls eine Priorität in Anspruch genommen wurde, dem Anmeldetag der Prioritätsanmeldung wird die europäische Patentanmeldung veröffentlicht (Art. 93 EPÜ). Falls bis dahin der Recherchenbericht bereits vorliegt, wird er mitveröffentlicht (A1-Schrift), ansonsten wird zunächst nur die Anmeldung (A2-Schrift) und dann später der Recherchenbericht nachveröffentlicht (A3-Schrift).
Ab dem Zeitpunkt der Veröffentlichung der Patentanmeldung genießt der Patentinhaber einen vorläufigen Schutz (Art. 67 EPÜ). In Deutschland bedeutet das, dass der Anmelder eine angemessene Entschädigung verlangen kann, wenn jemand seine zum Patent angemeldete Erfindung benutzt. Ein Unterlassensanspruch entsteht aber erst mit der Erteilung des Patents.
Mit der Veröffentlichung des Recherchenberichts beginnt eine sechsmonatige Frist für das Stellen des Prüfungsantrags und das Zahlen der Prüfungsgebühren und der Benennungsgebühren (Art. 94 und 79(2) EPÜ).

### Sachprüfung
Ist rechtzeitig ein Prüfungsantrag gestellt und sind die Prüfungsgebühren bezahlt worden, erfolgt die Prüfung, ob die Patentanmeldung inhaltlich die oben aufgeführten Bedingungen (Technizität, Neuheit, erfinderische Tätigkeit, gewerbliche Anwendbarkeit) erfüllt (Art. 96 EPÜ). Zur Prüfung auf Neuheit und erfinderische Tätigkeit werden vor allem die in dem Recherchenbericht aufgelisteten Dokumente herangezogen.
Falls der Prüfer der Meinung ist, dass die Bedingungen nicht erfüllt sind, teilt er dies dem Anmelder mit. Diese Mitteilung muss die Gründe enthalten, die nach Auffassung des Prüfers einer Patenterteilung entgegenstehen.
Der Anmelder kann dann auf diese Mitteilung antworten, indem er versucht, den Prüfer durch Argumente zu überzeugen und/oder indem er die Ansprüche und die Beschreibung ändert, um die Beanstandungen des Prüfers auszuräumen.

### Erteilung oder Zurückweisung
Entscheidungen über Erteilung oder Zurückweisung einer Patentanmeldung (Art. 97 EPÜ) werden von einer aus drei Prüfern bestehenden Prüfungsabteilung getroffen und nicht alleine von dem Prüfer, der mit der Sachprüfung beauftragt war.
Bevor die Prüfungsabteilung die Erteilung des europäischen Patents beschließt, teilt sie dies dem Anmelder mit und fügt dieser Mitteilung die Fassung bei, in der sie das Patent zu erteilen beabsichtigt (R. 71(3) EPÜ). Innerhalb einer Frist von vier Monaten muss der Anmelder die Erteilungs- und Druckkostengebühr zahlen und eine Übersetzung der Ansprüche in die beiden Amtssprachen des Europäischen Patentamts einreichen, die nicht die Verfahrenssprache sind. Tut er das rechtzeitig, gilt dies als Einverständnis mit der für die Erteilung vorgesehenen Fassung.

### Veröffentlichung der Patentschrift
Als Abschluss des Erteilungsverfahrens werden der Hinweis auf die Erteilung des Patents und die Patentschrift veröffentlicht (Art. 98 EPÜ). Die Patentschrift enthält die der Erteilung zugrundeliegende Fassung der Beschreibung, der Ansprüche und der Zeichnungen.
Erst ab dem Zeitpunkt der Veröffentlichung der Erteilung genießt der Patentinhaber den vollen Rechtsschutz des Patents (Art. 64 EPÜ). In Deutschland kann der Patentinhaber es jedem verbieten, ohne seine Zustimmung einen durch ein Patent geschützten Gegenstand herzustellen, anzubieten, in Verkehr zu bringen oder zu benutzen oder ihn zu einem dieser Zwecke einzuführen (zu importieren). Bei einem durch ein Patent geschützten Verfahren kann der Patentinhaber verbieten, das Verfahren anzuwenden oder zur Verwendung anzubieten. Außerdem erstreckt sich der Schutz des Patents in diesem Fall auf die „durch das Verfahren unmittelbar hergestellten Erzeugnisse“ (Art. 64(2) EPÜ). Die Zustimmung des Patentinhabers erfolgt in der Regel durch Vergabe einer Lizenz gegen eine Zahlung von Lizenzgebühren.

### Einspruch
Innerhalb von neun Monaten nach der Bekanntmachung des Hinweises auf die Erteilung des europäischen Patents kann jedermann beim Europäischen Patentamt schriftlich gegen das erteilte europäische Patent Einspruch einlegen (Art. 99(1) EPÜ). Der Einspruch kann nach Art. 100 EPÜ nur darauf gestützt werden, dass
- der Gegenstand des europäischen Patents nicht patentfähig ist, also zum Beispiel die oben genannten Bedingungen nicht erfüllt,
- das europäische Patent die Erfindung nicht so deutlich und vollständig offenbart, dass ein Fachmann sie ausführen kann, oder
- der Gegenstand des europäischen Patents über den ursprünglich offenbarten Inhalt hinausgeht.

Der Einspruch kann sich gegen das gesamte Patent oder auch nur gegen bestimmte Ansprüche richten.
Das Einspruchsverfahren wird zunächst schriftlich geführt. Da aber in der Regel sowohl der (oder die) Einsprechende(n) als auch der Patentinhaber eine mündliche Verhandlung beantragen, falls ihrem Antrag (auf Widerruf bzw. Aufrechterhaltung des Patents) nicht entsprochen wird, endet das Einspruchsverfahren meistens mit einer mündlichen Verhandlung, bei der alle Beteiligten noch einmal ihren Standpunkt vertreten und die Einspruchsabteilung eine Entscheidung trifft. Diese Entscheidung kann nach Art. 102 EPÜ sein:
- die Zurückweisung des Einspruchs, also die Aufrechterhaltung des Patents in unveränderter Form,
- der Widerruf des Patents in dem angegriffenen Umfang, oder
- die Aufrechterhaltung des Patents in geändertem Umfang mit Änderungen der Ansprüche, die der Patentinhaber während des Einspruchsverfahrens eingereicht hat.

### Beschwerde
Entscheidungen der Eingangsstelle, der Prüfungsabteilungen, der Einspruchsabteilungen und der Rechtsabteilung des Europäischen Patentamts sind mit der Beschwerde anfechtbar (Art. 106(1) EPÜ). Eine Beschwerde kann nach Art. 107 EPÜ aber nur einlegen, wer
- an dem Verfahren beteiligt war, das zu der angefochtenen Entscheidung geführt hat und
- durch diese Entscheidung beschwert ist, d. h., dass die Entscheidung nicht seinem Antrag entsprochen hat.

Standardbeispiele für Beschwerden sind:
- Beschwerde des Anmelders gegen eine Zurückweisung der Anmeldung
- Beschwerde des Patentinhabers gegen einen Widerruf des Patents im Einspruchsverfahren
- Beschwerde des Einsprechenden gegen eine Aufrechterhaltung des Patents.

Bei Aufrechterhaltung des Patents in geändertem Umfang kann es sein, dass sowohl der Patentinhaber als auch der Einsprechende Beschwerde einlegen, wenn ihren Anträgen (Aufrechterhaltung bzw. Widerruf des Patents) nicht entsprochen wurde.
Beschwerdeverfahren werden vor den Beschwerdekammern des Europäischen Patentamts geführt. Diese sind Gerichten vergleichbar und haben eine gewisse Unabhängigkeit (zum Beispiel keine Weisungsbefugnis des Präsidenten des EPA an Mitglieder von Beschwerdekammern) (Art. 23(3) EPÜ: „Die Mitglieder der Kammern sind bei ihren Entscheidungen an Weisungen nicht gebunden und nur diesem Übereinkommen unterworfen.“)
Wie das Einspruchsverfahren wird das Beschwerdeverfahren zunächst schriftlich geführt, endet aber auf Antrag eines der Beteiligten mit einer mündlichen Verhandlung. Das ist in der Regel der Fall, wenn im einseitigen Verfahren (nur der Anmelder ist Verfahrensbeteiligter) eine Zurückweisung der Patentanmeldung beabsichtigt ist, und im zweiseitigen Verfahren (Patentinhaber – Einsprechender) fast immer, da in der Regel beide Seiten einen solchen Antrag stellen. Nach Art. 111 EPÜ kann die Beschwerdekammer
- in der Sache entscheiden, also zum Beispiel über Erteilung des Patents oder Zurückweisung der Anmeldung, Widerruf des Patents oder Aufrechterhaltung des Patents in unveränderter Form oder in geändertem Umfang, oder
- die Angelegenheit zur weiteren Entscheidung an das Organ des EPA zurückverweisen, das die angegriffene Entscheidung getroffen hat. In diesem Fall sind die Vorgaben der Beschwerdekammer für dieses Organ bindend.

### Vertretung

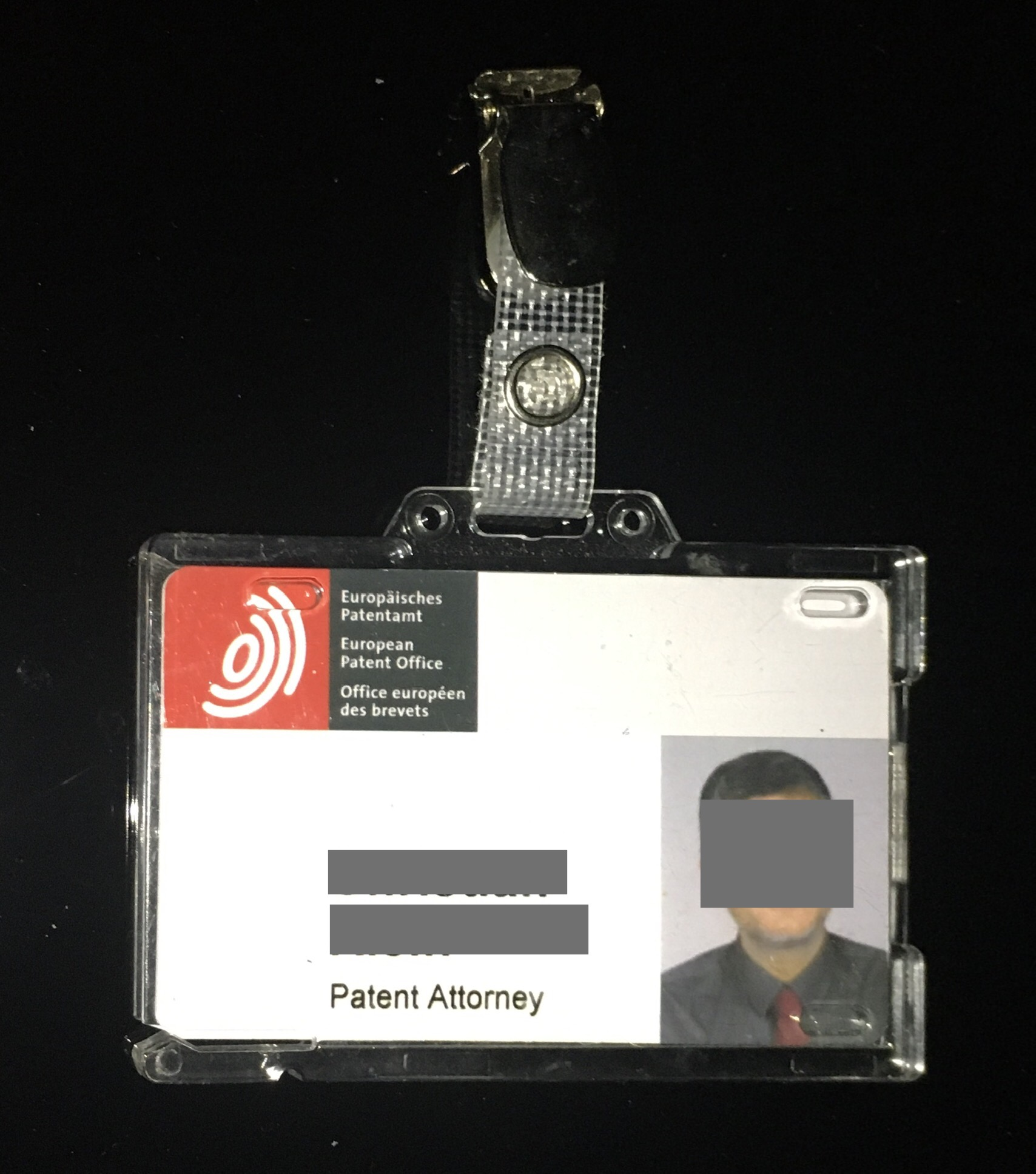
Vom EPA ausgestellter Hausausweis eines unabhängigen, zugelassenen Vertreters vor dem Europäischen Patentamt (umgangssprachlich Europäischer Patentanwalt), dient zur Identifizierung beim Eintritt und bei Verhandlungen in Patentsachen an allen Standorten des EPA

Zum Einreichen einer Anmeldung ist keine Vertretung notwendig. Weitere Handlungen vor dem Europäischen Patentamt vornehmen können nur natürliche oder juristische Personen, die Wohnsitz oder Sitz in einem Mitgliedsstaat der Europäischen Patentorganisation haben. Gebietsfremde müssen sich eines Vertreters – beispielsweise eines Patentanwalts – bedienen, der für das Verfahren vor dem EPA zugelassen sein muss. Diese sogenannten Zugelassenen Vertreter vor dem Europäischen Patentamt (auch als „Europäischer Patentanwalt“ bezeichnet) sind in eine beim EPA geführte Liste eingetragen und zur Durchführung des Verfahrens vor dem EPA qualifiziert, da diese neben einem technischen Studium auch durch Ablegen der „Europäischen Eignungsprüfung“ Kenntnisse im europäischen Patentrecht (konkret: dem EPÜ) nachweisen müssen. Rechtsanwälte, die in einem der EPÜ-Mitgliedstaaten zugelassen sind, sind nach einer Registrierung vor dem Europäischen Patentamt ebenfalls zur Vertretung berechtigt (werden jedoch nicht in die Liste der zugelassenen Vertreter eingetragen) (Art. 134(8) EPÜ).

### Teilanmeldungen
Eine europäische Teilanmeldung kann zu einer europäischen Patentanmeldung (Stammanmeldung) eingereicht werden, solange diese anhängig ist. Das Verfahrensrecht zur Einreichung von Teilanmeldungen wurde 2010 signifikant geändert, insbesondere die dabei eingeführten Fristen wurden aber 2014 wieder aufgehoben.

## Herkunft der Patentanmeldungen
Fast die Hälfte der europäischen Patentanmeldungen stammen aus den Mitgliedstaaten. Die USA und Japan tragen zusammen fast 40 % der Anmeldungen bei.
| Staat                    | Anteil |
| ------------------------ | ------ |
| USA                      | 24,5 % |
| Deutschland              | 18,7 % |
| Japan                    | 14,8 % |
| Frankreich               | 6,6 %  |
| Niederlande              | 5,0 %  |
| Schweiz                  | 4,4 %  |
| Großbritannien           | 3,6 %  |
| Korea                    | 3,1 %  |
| Italien                  | 2,9 %  |
| Schweden                 | 2,3 %  |
| Rest EPÜ-Mitgliedstaaten | 7,5 %  |
| Andere                   | 6,6 %  |

2009 wurden 134.542 Anmeldungen eingereicht (8,3 % weniger als im Vorjahr), 102.000 Prüfungsverfahren abgeschlossen und 51.969 Patente erteilt. Dabei waren folgende Firmen besonders aktiv (mehr als 1.000 eingereichte Patentanmeldungen):
| Unternehmen    | Anmeldungen |
| -------------- | ----------- |
| Philips        | 2.556       |
| Siemens        | 1.943       |
| BASF           | 1.699       |
| Samsung        | 1.337       |
| Robert Bosch   | 1.284       |
| LG Electronics | 1.221       |
| Panasonic      | 1.020       |